# Carles Pàramo i Ponsetí
Carles Pàramo i Ponsetí (La Barceloneta, 20 d'agost de 1949) és un polític català, diputat al Congrés dels Diputats en la X Legislatura.

## Biografia
Fill d'un militar establert a Roses l'any 1951 i titulat en peritatge mercantil, treballà a l'extingida Caixa de Girona. Militant de Convergència Democràtica de Catalunya des de 1982, fou escollit regidor a l'ajuntament de Roses a les eleccions municipals de 1987 i l'any 1993 accedí a l'alcaldia ocupada pel popular Pere Sanés i Ribas, càrrec que va revalidar a les eleccions municipals de 1995, 1999 i 2003. Durant aquests anys també fou diputat (1991-1999) i president (1999-2007) de la Diputació de Girona. També ha estat president del Consorci de la Costa Brava i vicepresident de l'Associació Catalana de Municipis i de la Federació de Municipis de Catalunya, i president de Port de Roses.
A les eleccions municipals de 2011 va recuperar l'alcaldia de Roses i també fou elegit diputat per Girona a les eleccions generals espanyoles de 2011. Fou portaveu adjunt de la Comissió d'Hisenda i Administracions Públiques i de la Comissió Mixta per a les Relacions amb el Tribunal de Comptes. El 29 de juliol de 2013 renuncià a l'alcaldia de Roses al·legant motius personals, tot i que continuà com a regidor. A les eleccions municipals de 2015 va tornar a ser escollit regidor formant part del govern municipal. L'any 2017 va deixar el càrrec de regidor després de trenta anys en política activa.